# Der stille Amerikaner

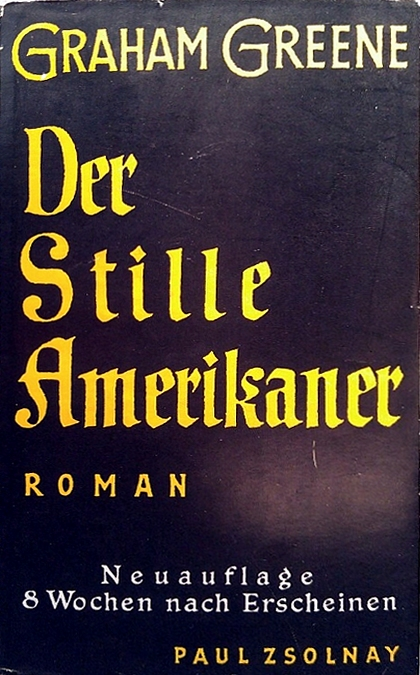
Buchcover der zweiten Auflage aus dem Paul-Zsolnay-Verlag, bereits acht Wochen nach der Erstausgabe, 1956

Der stille Amerikaner (Originaltitel: The Quiet American) ist ein 1955 erschienener Roman von Graham Greene mit Elementen des Kriminalromans und des Agenten- bzw. Polit-Thrillers. Er beschreibt, wie der britische Zeitungskorrespondent Fowler seine journalistische Neutralität aufgibt, sich in den Indochinakrieg einmischt und sich an einem Mordkomplott gegen den amerikanischen Geheimagenten Pyle beteiligt.
Das Buch gilt weithin als hellsichtige Beschreibung der realen Situation in Indochina Mitte der 1950er Jahre, insbesondere des durch Pyle personifizierten beginnenden amerikanischen Engagements, das etwa ein Jahrzehnt nach Erscheinen des Buchs im Vietnamkrieg mündete. Wegen der amerika-kritischen Darstellung stand Greene seit der Veröffentlichung bis zu seinem Tod unter geheimdienstlicher Beobachtung.
Die erste deutschsprachige Übertragung stammt von Walther Puchwein und erschien 1956 im Zsolnay-Verlag. Diese Fassung wurde später durch Käthe Springer überarbeitet und ergänzt. Im Zuge seiner Neu-Edition der Werke Greenes veröffentlichte der Zsolnay-Verlag 1995 eine vollständige Neuübersetzung von Dietlind Kaiser.

## Übersicht
Der Brite Thomas Fowler lebt als Auslandskorrespondent mit der einheimischen jungen Geliebten Phuong gegen Ende der französischen Kolonialherrschaft zwischen Ende 1951 und Anfang 1952 in Saigon. Fowler hat sich England und seiner Frau entfremdet, von der er sich vielleicht scheiden lassen will – vielleicht aber ist die angekündigte Scheidung nur ein Trick, um seine Geliebte an sich zu binden, denn Fowlers Frau lehnt wegen ihres katholischen Glaubens eine Scheidung ab.
Fowler erlebt das Vorgehen der französischen Kolonialmacht gegen die Widerstandsbewegung Việt Minh, den Indochinakrieg, als einsamer Berichterstatter, der sich bisher um Objektivität und Neutralität bemüht hat. Er lernt den jungen Amerikaner Alden Pyle kennen, der von den Visionen eines Sachbuchs des fiktiven (von Greene erfundenen) politischen Autors York Harding fasziniert ist. Dieser war zwar nur kurze Zeit in Vietnam, meint aber, die Lösung des Krieges liege in der Ergänzung durch eine unbestimmte dritte Kraft. Fowler erfährt später, dass Pyle sich zwar als Mitarbeiter des US-Handelsattachés in der amerikanischen Botschaft ausgibt, aber tatsächlich Agent eines nicht genannten US-Geheimdienstes ist. Pyle will zur Unterstützung der Demokratie die von Harding formulierte, pro-westlich orientierte dritte Kraft aufbauen, indem er den Terrorismus eines lokalen Warlords durch Lieferung von Plastiksprengstoff für Bombenanschläge gegen Zivilisten unterstützt. Der junge Amerikaner verliebt sich in Fowlers vietnamesische Geliebte, spannt sie ihm nach einem längeren „fairen“ Wettbewerb durch ein Heiratsversprechen aus und rettet Fowler bei einem gemeinsamen Besuch an der Front das Leben.
Der Berichterstatter Fowler, der sich bisher stets um Neutralität bemüht hat, erkennt in dieser lebensbedrohlichen Situation an der Front, dass schon seine bloße Anwesenheit die Abläufe verändert und er dadurch mitschuldig wird am Tod anderer Menschen. Er schlussfolgert, dass eine neutrale Position zwischen den Fronten eine Illusion sei er verlässt seine Beobachterrolle und entschließt sich zur Mithilfe an der politisch motivierten Ermordung des  Amerikaners: „Früher oder später muß man Partei ergreifen. Wenn man ein Mensch bleiben will (…) Ich war mittlerweile genauso engagé wie Pyle, und es schien mir, dass nie wieder eine Entscheidung einfach sein würde.“
„Als sich Pyle in einer entscheidenden Szene zum Schluss als Repräsentant einer individualitätsfeindlichen Politik entpuppt, hinter der auch wirtschaftliche Interessen von Amerikanern stehen, und als klar ist, dass menschliche Opfer dabei lediglich als Zahlen in einer Rechnung gewertet werden, liefert Fowler den Amerikaner den Kommunisten aus, die ihn töten.“ Fowler, damit sowohl der nationalen vietnamesischen Sache als auch der Wiedereroberung seiner Geliebten dienend, macht aus Pyle einen doppelt „stillen Amerikaner“, der als Agent für den terroristischen Untergrund arbeitete und beim Einsetzen der Erzählung schon tot ist.

## Erzählweise
Der Roman wechselt häufig zwischen dem Rahmen der polizeilichen Untersuchung des Mordes an dem Amerikaner und den Rückblicken, die die Dreiecksgeschichte zwischen Fowler, seiner vietnamesischen Geliebten und Pyle erzählen. Dabei wird die Mitwirkung Fowlers am Tod seines Nebenbuhlers erst auf den letzten Seiten deutlich.
Ungewöhnlich nüchtern und „fair“ bleibt dabei der Standpunkt des Ich-Erzählers Fowler, der den Amerikaner mehrfach als einen „Unschuldigen“ bezeichnet: Pyle erscheint ihm als ein Romantiker, der für seine hehren Ziele allerdings über Leichen geht: „Er war bis zur Unverwundbarkeit gepanzert mit seinen guten Absichten und seiner Unwissenheit.“ Greenes offener Blick findet beim Bösen (Pyle) ein Gutes wie auch beim Guten (Fowler) eine moralisch faule Stelle, da Fowler durch den Mord an Pyle ja gleichzeitig seinen Konkurrenten um die Gunst der Vietnamesin aus dem Weg räumen lässt.
Laut Kindlers neues Literatur-Lexikon lässt sich Greenes Erzählweise wie folgt zusammenfassen: „Oberflächlich gesehen handelt es sich um einen rückblickend vom Ende her erzählen Kriminalroman: (…) die a-chronologische [nicht-chronologische] und leicht von einem Schauplatz zu anderen springende Handlungsführung ermöglicht es, sowohl die kriminalistische als auch die moralische Spannung bis zum Schluss aufrechtzuerhalten.“

## Historischer Kontext
Die vom Scheitern bedrohte französische Kolonialpolitik veranlasste die USA, sich in Indochina wirtschaftlich und militärisch zu engagieren, um dem Kommunismus im Sinne der Politik des Containment entgegenzutreten. Greene hat auf sehr weitsichtige, teilweise als visionär bezeichnete Weise die Beteiligten zu einer Zeit beschrieben, als die USA erst begonnen hatten, im Indochina-Krieg den französischen Truppen zu helfen. Die breite Unterstützung der Vietminh durch die Bevölkerung, den überlebten Kolonialanspruch der Franzosen und die globale und im Hinblick auf die Wahl ihrer Mittel auch terroristische Strategie der USA skizziert er mit offenen Augen.
Noch vor der endgültigen Niederlage der französischen Truppen in Điện Biên Phủ im Mai 1954 erreichten die ersten amerikanischen Truppen Vietnam und halfen den bald geschlagenen Franzosen finanziell und durch militärische Beratung. Diese amerikanische Politik habe die vietnamesische Bevölkerung an die Seite der Kommunisten gedrängt und auch John F. Kennedy habe als Senator noch die „Popularität und das Übergewicht“ der Partei Ho Chi Minhs in Vietnam eingeräumt und John Kenneth Galbraith, US-Botschafter in Indien und Freund Kennedys, habe ihn noch 1962 gewarnt, Amerika werde „Frankreich als Kolonialmacht ersetzen, und wir werden bluten wie die Franzosen.“ Bald führte Amerika einen Kolonialkrieg und verlor ihn wie die Franzosen zuvor, ein Engagement in einem nie erklärten Krieg mit fast 60.000 amerikanischen und mehr als drei Millionen vietnamesischen Kriegsopfern.

## Interpretation
In einer häufig angeführten Interpretation werden die drei Hauptpersonen Phuong, Pyle und Fowler im Sinn einer Parabel als Repräsentanten der damaligen politischen Akteure gesehen: Fowler stehe für die alten, kraftlosen europäischen Kolonialmächte, deren Zeit in Asien abgelaufen sei, die dies aber nicht wahrhaben wollten, Pyle stehe für das beginnende globale Engagement der USA, die die Situation jedoch komplett verkennen und naiv eine fatale Entwicklung in Gang bringen würden, und die junge Vietnamesin Phuong repräsentiere das vietnamesische Volk, um das die beiden ausländischen Akteure buhlten.
Der Philosoph Paul Watzlawick beschreibt die Charakterzüge der Figur des Alden Pyle als exemplarisch für den amerikanischen Nationalcharakter: „Saigon [...] könnte, was Pyle betrifft, genausogut auf einem anderen Planeten liegen als seine Alma Mater und ihre Weisheit. Das aber weiß Pyle - und mit ihm alle anderen "stillen Amerikaner", für deren Wirklichkeit er fiktiver Stellvertreter ist - nicht und kann es sich nicht zu wissen leisten. Denn für ihn ist die Idee wirklicher als die Tatsache.“
In der Figur der Phuong glaubte der Journalist und Vietnamkenner Peter Scholl-Latour die typischen Eigenschaften des vietnamesischen Volkes wiederzuerkennen, die ihm später zum Sieg über die alten und neuen Kolonialmächte verholfen hätten. In seinem Buch „Der Tod im Reisfeld“ zitiert er dazu aus dem Roman: „Sie ist kein Kind. Vielleicht ist sie widerstandsfähiger, als Sie es jemals sein werden. Kennen Sie die Art von Politur, die unzerkratzbar ist? So ist Phuong.“
Der Spiegel schrieb im Jahr 2002 anlässlich der Neuverfilmung des Romans:

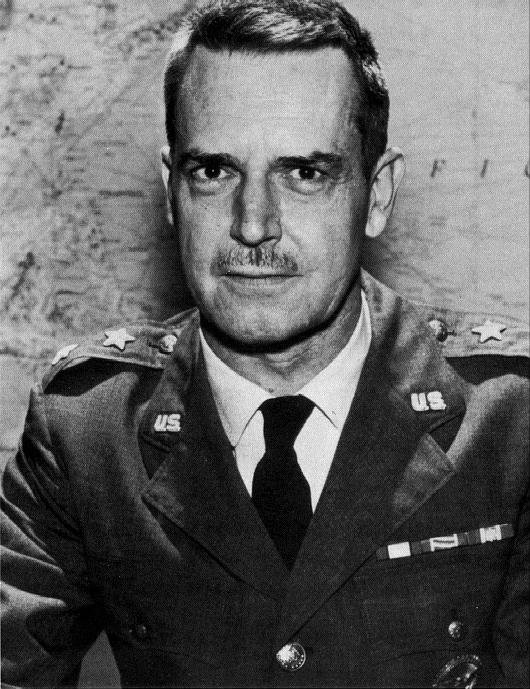
Der CIA-Offizier Edward Lansdale.

„Denn in »The Quiet American« geht es nicht nur um das Liebeswerben in einer Dreierbeziehung. Greenes Roman ist eine Parabel auf die Verstrickung von fehlgeleitetem Idealismus mit Terrorismus, auf die Konfrontation zwischen amerikanischem Sendungsbewusstsein und europäischer Melancholie. (...) Es ist die Ahnung des Horrors, der Vietnam mit der späteren massiven Intervention Amerikas erst noch bevorstand, die Graham Greenes Text so beklemmend macht. Und die dem Film zudem eine höchst aktuelle [Anm.: Die Invasion des Iraks durch die USA stand 2002 kurz bevor] politische Dimension verleiht: die Gefahr des Hineinschlitterns in einen Krieg, der für eine selbst mit Hightech-Waffen hochgerüstete Supermacht nicht zu gewinnen ist. 58 000 GIs starben in diesem Konflikt und mehr als drei Millionen Vietnamesen.“

## Inspiration und Rezeption
Der CIA-Offizier Edward Lansdale wird oft als Vorbild für die Romanfigur des Alden Pyle angesehen, obwohl Greene  ausdrücklich bestritt, dass ihn Lansdale zu Pyle inspiriert habe: „Pyle war ein jüngeres, unschuldigeres und idealistischeres Mitglied der CIA. Ich hätte Colonel Lansdale niemals so gewählt, wie er es damals war, um die Gefahr der Unschuld darzustellen.“ Er beharrte, seine Inspiration sei Leo Hochstetter gewesen, ein junger Mitarbeiter der amerikanischen Wirtschaftshilfe, von dem die Franzosen vermuteten, dass er ein CIA-Agent sei, und der ihn auf einer „langen Rückfahrt nach Saigon über die Notwendigkeit der Suche nach einer ‚dritten Kraft in Vietnam‘“ belehrte. Dies wird durch die Tatsache gestützt, dass Greene, der zwischen März 1952 und Juni 1955 an seinem Roman arbeitete, einen Entwurf fertigstellte, bevor Lansdale im Juni 1954 in Vietnam seinen Dienst antrat.
Lansdale nahm bei der Erstverfilmung 1958 Einfluss auf den Regisseur, damit der US-Agent – in Verdrehung der Darstellung im Roman – als Held und der britische Journalist Fowler als zwielichtiger Charakter dargestellt wird. Graham Greene war darüber empört und bezeichnete den Film als „Propagandafilm für Amerika“.
Das in den USA weithin als antiamerikanisch kritisierte Buch war der Anlass dafür, dass Greene von den 1950er Jahren bis zu seinem Tod 1991 unter ständiger Beobachtung durch US-Geheimdienste stand. Dies fand die britische Zeitung The Guardian im Jahr 2002 anhand von Regierungsdokumenten heraus, die sie unter dem Freedom of Information Act erhalten hatte.

## Ausgaben
Englisch
- The Quiet American. William Heinemann, London 1955 (britische Erstausgabe).
- The Quiet American. Viking, New York 1956 (amerikanische Erstausgabe).
- The Quiet American: Text and Criticism. Hrsg. von John Clark Pratt. Penguin, New York 1994, ISBN 0-14-024350-X (Studienausgabe mit kritischem Apparat).

Deutsch
- Der stille Amerikaner. Roman. Deutsch von Walter Puchwein und Käthe Springer. 3. Auflage, vollständige Taschenbuchausgabe. dtv (Deutscher Taschenbuch-Verlag), München 2003, 234 S., ISBN 3-423-13129-2
- Der stille Amerikaner.  Roman. Neu-Edition der Werke in neuer Übersetzung (Band 16). Deutsch von Dietlind Kaiser. Zsolnay, Wien 1995, 237 S., ISBN 3-552-04705-0
- Der stille Amerikaner.  Roman. Deutsch von Nikolaus Stingl. Zsolnay, Wien 2013, 254 S., ISBN 978-3-552-05639-8

## Verfilmungen
- 1958: Vier Pfeifen Opium (The Quiet American) – Regie: Joseph L. Mankiewicz; mit Audie Murphy, Michael Redgrave, Bruce Cabot u. v. a.). Graham Greene distanzierte sich von dieser Verfilmung und bezeichnete sie als „Propagandafilm für Amerika“. Der CIA-Mann Edward Lansdale soll damals nach Presseberichten direkt auf die Filmemacher Einfluss genommen haben, so dass im Endergebnis Pyle als Held und Fowler als zwielichtiger Charakter erschien.[9]
- 2002: Der stille Amerikaner (The Quiet American) – Regie: Phillip Noyce; mit Michael Caine, Brendan Fraser, Do Thi Hai Yen u. v. a.)